# 帕尔梅罗波利斯
帕尔梅罗波利斯是巴西托坎廷斯州的一个市镇。总面积1703.936平方公里，总人口8120人，人口密度4.8人/平方公里。